# Ichthyaetus relictus
La gaviota relicta (Ichthyaetus relictus) es una especie de ave caradriforme de la familia Laridae que vive en Asia. Hasta 1971 se consideraba una subespecie oriental de la gaviota cabecinegra que tradicionalmente se clasificaba en el género Larus.

## Descripción
La gaviota relicta mide entre 44 y 45 cm de largo y tiene un cuerpo robusto. Su plumaje es principalmente blanco con la parte superior de las alas de color gris claro y algunas manchas negras aisladas en las primarias exteriores. Los adultos en periodo reproductivo tienen la cabeza negra con la frente pardo grisácea y dos manchas blancas en forma de media luna rodeando el ojo por encima y debajo. En cambio fuera de la época de reproducción solo presentan cierto moteado oscuro en las coberteras auriculares y la parte posterior del píleo. Sus patas son de color naranja y sus picos son rojos con una mancha negra junto a la punta.

## Distribución y hábitat
La gaviota relicta vive principalmente en el interior de Asia. Cría en varios emplazamientos de Mongolia (por ejemplo en los lagos Galuut, Khukh y Chukh), y regiones adyacentes de Kazajistán, Rusia y China. Una pequeña parte de la población migra a Corea del Sur fuera de la época de cría. Además hay indicios de que una proporción mayor de la población migra al este de China.
Esta gaviota suele criar en colonias sobre islas situadas en lagos de aguas salobres. Estos emplazamientos son frágiles. No se producen anidamientos cuando los lagos se desecan o el nivel del agua sube demasiado. Cuando las islas se hacen demasiado pequeñas o crece demasiado la vegetación, o cuando se conectan con las orillas estas aves tampoco realizan anidamientos. Fuera de la época de cría se las puede encontrar en estuarios y arenales.

## Estado de conservación
Se estima que su población puede componerse de unos 10000 individuos o menos, con una población en declive. Se clasifica como especie vulnerable en la Lista Roja de la UICN. Sus principales amenazas son los cambios del nivel del agua en los lagos en los que cría, la depredación por parte de otras gaviotas, las granizadas y las inundaciones. Las intervenciones humanas incrementan su vulnerabilidad a todos los demás factores, incrementándose así el riesgo de las gaviotas adultas y la mortalidad de los polluelos y huevos. Para combatir estos riesgos se han establecido reservas naturales en Mongolia, Kazajistán y Rusia.